# 홈&쇼핑
홈&쇼핑(Home & Shopping)은 대한민국의 홈쇼핑 채널이다. 중소기업 제품의 판로확대 및 소비자 권익실현을 위해 설립됐다.

## 연혁
- 2011년 3월: 중소기업 전용홈쇼핑 방송채널사용사업 승인 대상법인 선정
- 2011년 5월: (주)쇼핑원 설립
- 2011년 7월: 쇼핑원에서 홈&쇼핑으로 채널명 변경
- 2011년 9월: (주)쇼핑원에서 (주)홈앤쇼핑으로 법인명 변경
- 2011년 12월 1일: 시험방송 개시 및 상품판매 시작
- 2012년 1월 7일: 정식개국
- 2012년 12월 1일: 인터넷 종합몰 hnsmall 오픈
- 2014년 2월 3일: 수도권지역 지상파 DMB 방송 개국
- 2021년 1월 1일: U1 DMB방송이 폐국됨에 따라 수도권지역 지상파 DMB 방송 송출 중단.